# Twoje Radio Wałbrzych
Twoje Radio Wałbrzych – lokalna rozgłośnia radiowa z Wałbrzycha działająca w latach 1995–2004.

## Historia
Radio rozpoczęło nadawanie 18 kwietnia 1995. Koncesję otrzymało 5 stycznia 1995 roku – na częstotliwość 91,8 MHz. Było to pierwsze radio w Wałbrzychu. Początkowo nadawało jako Radio Harcówka. W roku 1997 nadawca programu, INFORADIO Sp. z o.o., otrzymał od KRRiTV zgodę na zmianę nazwy z Radio Harcówka na Radio Wałbrzych.
W programie stacji znajdowały się m.in. ogólnopolskie serwisy RMF FM, wiadomości regionalne, Informator straży pożarnej i Kronika policyjna. Jednym z ciekawszych audycji, która jednocześnie promowała stację, była Wakacyjna jazda na 91,8 FM, w której pracownicy stacji wynajdowali na ulicach samochody oznaczone specjalną naklejką z logo stacji, a ich właścicielom wręczali paliwo lub zaproszenie na weekend do jednego z miast w południowej Polsce.
W 1997 roku właścicielem radia zostało Stowarzyszenie JOWISZ zajmujące się pracą z trudną młodzieżą oraz zwalczaniem narkomanii. Stowarzyszenie to od 1 czerwca 1995 prowadziło jeleniogórskie Radio Jowisz, powstałe z inicjatywy dwóch liderów stowarzyszenia – Macieja Strzeleckiego i Waldemara Weihsa. Jeszcze w 1997 roku Radio Wałbrzych utworzyło wspólnotę reklamowo-programową z Radiem Jowisz. Obydwie stacje nadawały oddzielny, ale identycznie sformatowany program, działały pod wspólnym zarządem i miały ujednoliconą ofertę handlową. W 1999 roku przed nazwami Radia Jowisz oraz Radia Wałbrzych pojawił się zaimek „Twoje”. Oficjalna nazwa tego drugiego brzmiała więc Twoje Radio Wałbrzych.
Nadajnik Twojego Radia Wałbrzych znajdował się najpierw na górze Parkowej, a później w wieży widokowej zlokalizowanej na górze Chełmiec, obejmując swoim zasięgiem Wałbrzych, Świebodzice, Świdnicę, Kamienną Górę, Strzegom i Legnicę.
Ponieważ obie stacje przynosiły straty, postanowiono sprzedać udziały w nich. 8 sierpnia 2001 roku inwestorem strategicznym została Agora – właściciel marki Radio Złote Przeboje. Agora nabyła od Stowarzyszenia JOWISZ 90% udziałów w Agencji Reklamowej Jowisz Sp. z o.o., która z kolei posiadała 77% udziałów w spółce Twoje Radio Sp. z o.o..
Zmienił się profil stacji. Radio grało teraz dużo tzw. "złotych przebojów", co znacznie zwiększyło jego słuchalność. Twoje Radio Wałbrzych – pomimo iż dysponowało o wiele słabszym nadajnikiem niż Radio BRW, przyciągało 3 razy tyle słuchaczy.
W grudniu 2001 Krajowa Rada Radiofonii i Telewizji odmówiła przedłużenia koncesji radiowej dla Twojego Radia Wałbrzych. W lipcu 2002 KRRiT odmówiła ponownie. Uzasadniła swoją decyzję tym, że we wniosku nadawca chciał zmienić format stacji z uniwersalnego na muzyczny. W związku z tym Urząd Regulacji Telekomunikacji i Poczty wydał decyzję nakazującą wyłączenie nadajnika rozgłośni. Spółka „Twoje Radio” zaskarżyła do Naczelnego Sądu Administracyjnego obie decyzje (KRRiT oraz URTiP).
Nieoficjalnym powodem odmowy wydania koncesji przez KRRiT miały być powiązania rozgłośni ze spółką Agora SA, będącą wydawcą Gazety Wyborczej. 30 lipca 2002, dyrektor Twojego Radia Wałbrzych – Maciej Strzelecki – wydał oświadczenie, w którym twierdził, że Włodzimierz Czarzasty (wówczas członek KRRiT) i Witold Graboś (od 2002 prezes URTiP, wcześniej członek KRRiT) wywierali naciski na poprzedniego prowadzącego stacje Twoje Radio Wałbrzych i Twoje Radio Jowisz – Waldemara Weihsa – zmierzające do wybrania innego niż Agora inwestora strategicznego dla stacji. Mieli oni sugerować, że wybranie Agory zagroziłoby ponownemu uzyskaniu koncesji przez obie stacje.
Pod petycją w obronie stacji, skierowaną do KRRiT, zebrano podpisy 12 tysięcy mieszkańców Wałbrzycha. Zaprotestowali także parlamentarzyści z Dolnego Śląska i wałbrzyscy radni. Interweniowali tej sprawie przedstawiciel Komisji Praw Człowieka ONZ oraz organizacja Reporterzy bez Granic.
30 grudnia 2002 roku, po wyczerpaniu prawnych możliwości odwoływania się, Twoje Radio Wałbrzych zamilkło.
W marcu 2003, Maciej Strzelecki złożył w imieniu Twojego Radia wniosek do prokuratury o wszczęcie postępowania karnego przeciw Włodzimierzowi Czarzastemu i Witoldowi Grabosiowi. Domagał się w nim m.in. ustalenia czy nie zostało popełnione przestępstwo z art. 191 § 1 KK (groźba bezprawna w celu zmuszenia innej osoby do określonego działania) i art. 231 KK (działanie funkcjonariusza publicznego na szkodę interesu publicznego lub prywatnego).
Dopiero w październiku 2003 NSA podjął decyzję o wstrzymaniu wykonania decyzji URTiP. Mimo formalnego braku koncesji, 17 listopada 2003 Twoje Radio Wałbrzych wznowiło nadawanie programu. W oczekiwaniu na rozstrzygnięcie przez NSA odwołania od decyzji KRRiTV nadawano jedynie muzykę i wiadomości. 24 listopada 2003 NSA uchylił decyzję KRRiT odmawiającą odnowienia koncesji.
Jeszcze w listopadzie 2003, przewodnicząca KRRiT Danuta Waniek złożyła do prokuratury zawiadomienie o popełnieniu przestępstwa przez nadawców Twojego Radia Wałbrzych, określając jego działalność jako piractwo medialne. W pierwszej fazie postępowanie zostało umorzone.
W lutym 2004 roku Twoje Radio Wałbrzych zakończyło emisję, podając jak powód problemy techniczne. Mimo to, 24 kwietnia 2004 roku KRRiT skierowała do prokuratury zażalenie, które zostało uwzględnione.
W sierpniu 2004 KRRiT podjęła uchwałę o przyznaniu koncesji spółce „Twoje Radio”. W 2005 roku stacja weszła w skład sieci Radio Złote Przeboje i od 30 grudnia 2005 nadaje jako Radio Złote Przeboje 91,8 FM.